# 조정원 (1947년)
조정원(趙正源, 1947년 12월 10일~)은 대한민국의 정치학자이자 교육인이다. 본관은 배천이다.

## 학력
- 서울고등학교
- 경희대학교 경제학 학사
- 페얼리 디킨슨 대학교 대학원 국제정치학 석사
- 루뱅 대학교 대학원 국제정치학 박사

## 경력
경희대학교 요직
- 1975년 ~ 1979년 : 경희대학교 정치외교학과 강사
- 1979년 ~ 1982년 : 경희대학교 정치외교학과 조교수
- 1979년 ~ 1984년 : 경희대학교 수원캠퍼스 기획관리실장
- 1981년 ~ 1984년 : 경희대학교 평화연구소 부소장
- 1982년 ~ 1987년 : 경희대학교 정치외교학과 부교수
- 1985년 ~ 1988년 : 경희대학교 국제교류위원회 위원장
- 1986년 ~ 1992년 : 경희대학교 동북아연구원 원장
- 1987년 ~ 1997년 : 경희대학교 정치외교학과 교수
- 1987년 ~ 1988년 : 경희대학교 수원캠퍼스 기획위원회 상임위원
- 1987년 ~ 1993년 : 경희대학교 서울캠퍼스 기획위원회 위원장
- 1989년 ~ 2003년 : 경희대학교 국제교류위원회 위원장
- 1992년 ~ 1995년 : 경희대학교 아태지역연구소 소장
- 1993년 ~ 1996년 : 경희대학교 부총장
- 1996년 ~ 2003년 : 경희대학교 총장
- 2003년 : 경희대학교 정경대학 사회과학부 정치외교학과 전공 교수

기타 대외 경력
- 1986년 : 미국 인디애나주 먼시 명예시민
- 1987년 : 미국 뉴저지주 저지시 명예시민
- 1997년 ~ 2003년 : 한국교원단체총연합회 교육정책특별위원회 위원
- 1997년 : 제40차 세계체육학술대회 조직위원장
- 1997년 ~ 2003년 : 한국대학교육협의회 대학평가인정위원회 위원
- 1997년 ~ 2003년 : 한국사립대학총장협의회 부회장
- 1997년 ~ 2003년 : 한국대학총장협의회 운영위원
- 2000년 ~ 현재 : 사단법인 태평양아시아협회이사회 이사장
- 2001년 ~ 2005년 : 대한체육회 부회장
- 2003년 ~ 현재 : 한국대학총장협회 운영이사
- 2004년 ~ 현재 : 세계태권도연맹 총재
- 2005년 ~ 현재 : 북경 스차하이 체육대학 명예교수
- 2005년 : 2014 인천아시안게임유치위원회 부위원장
- 2005년 ~ 2007년 : 2014 동계올림픽유치위원회 부총재
- 2006년 ~ 현재 : 중국 인민대학교 석좌교수
- 2006년 ~ 현재 : 한국페어플레이위원회 위원장
- 2006년 ~ 현재 :밝은사회국제클럽 국제본부 총재
- 2009년 ~ 2015년 : 세계태권도평화봉사재단 이사장
- 2010년 ~ 현재 : 한국방문의해위원회 위원
- 2013년 ~ 현재 : 주한 온두라스대사관 명예영사
- 2016년 ~ 현재 : 세계태권도평화봉사재단 설립자, 명예총재
- 2016년 ~ 현재 : 태권도박애재단 설립자, 이사장
- 2017년 ~ 현재 : 올림픽난민재단 이사

## 수상
- 2000년 : 벨기에 왕실훈장
- 2004년 : 경희체육인상 공로상
- 2009년 : 제3회 한국페어플레이상 개인상